# Henric Navigatorul
Henric Navigatorul (n. 4 martie 1394, Porto, Regatul Portugaliei – d. 13 noiembrie 1460, Vila do Bispo⁠(d), Algarve, Regatul Portugaliei) a fost prinț al Portugaliei și geograf. Acesta a înființat un observator și o școală de navigație pe Capul Sf. Vincent. Aici a fost proiectat un nou tip de navă numită caravelă. El a finanțat și expedițiile de-a lungul coastei Africii de Sud.
A descoperit arhipelagurile Azore și Canare și a ajuns până în Golful Guineei.